# 금광

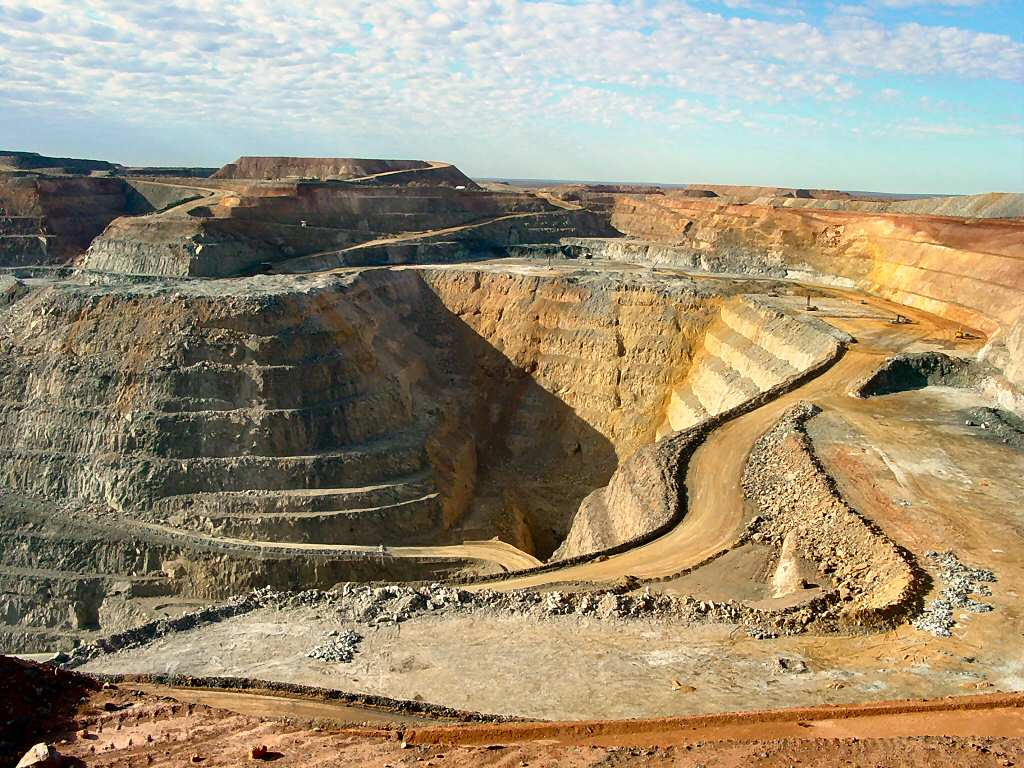

금광(金鑛)은 금을 캐내는 광산이다. 2022년 세계 금 생산량은 3,612톤이었다.
역사적으로 충적 퇴적물에서 금을 채굴하는 데에는 금 패닝과 같은 수동 분리 공정이 사용되었다. 표면에 존재하지 않는 광석까지 금 채굴이 확대되면서 구덩이 채굴, 금 시안화 등 더욱 복잡한 추출 공정이 탄생하게 되었다. 20세기와 21세기에는 대부분의 채굴량이 대기업에 의해 이루어졌다. 그러나 금의 가치로 인해 남반구의 여러 지역에서는 수백만 명의 소규모 영세 광부가 탄생했다.
모든 광업과 마찬가지로 인권 및 환경 문제는 금광 산업에서도 흔히 발생하며 환경 갈등을 초래할 수 있다. 규제가 덜한 광산에서는 건강 및 안전 위험이 훨씬 더 높다.
전체 금의 4분의 3 이상이 보석류에 사용된다.

## 역사
인간이 처음으로 금을 채굴하기 시작한 정확한 날짜는 알려지지 않았지만, 가장 오래된 것으로 알려진 금 유물 중 일부는 불가리아의 바르나 네크로폴리스에서 발견되었다. 네크로폴리스의 무덤은 기원전 4700년에서 4200년 사이에 건설되었는데, 이는 금 채굴이 최소한 7000년 이상 되었을 수 있음을 나타낸다. 독일과 조지아 고고학자 그룹은 기원전 3,000년 또는 4,000년 전으로 거슬러 올라가는 조지아 남부의 사크드리시 유적지가 세계에서 가장 오래된 것으로 알려진 금광일 수 있다고 주장한다.
청동기 시대 금 물체는 특히 아일랜드와 스페인에 풍부하며, 잘 알려진 출처가 몇 가지 있다. 로마인들은 라스 메둘라스(Las Medulas)와 같은 광범위한 충적층(느슨한 퇴적물) 퇴적물에서 금을 추출하기 위해 대규모로 허싱(hushing) 및 지반 수문과 같은 수력 채굴 방법을 사용했다. 광산은 국가의 통제하에 있었지만 광산은 얼마 후 민간 계약자에게 임대되었을 수 있다. 금은 제국 내 주요 교환 매체 역할을 했고, 서기 1세기에 클라우디우스가 영국을 침공하는 데 중요한 동기가 되기도 했다. 하지만 웨일스 서부의 돌라우코티에는 알려진 로마 금광이 단 하나뿐이다. 금은 서기 2세기에 로마인들이 현재의 루마니아인 트란실바니아를 침공했을 때 다키아 캠페인의 주요 동기가 되었다. 군단은 트라야누스 황제가 이끌었고, 그들의 공적은 로마의 트라야누스 기둥과 다른 곳(런던의 빅토리아 앤 앨버트 박물관 등)에 있는 기둥의 여러 복제품에 표시되어 있다. 동로마제국 유스티니아누스 황제 치하에서는 발칸 반도, 아나톨리아, 아르메니아, 이집트, 누비아 등지에서 금이 채굴되었다.
인도 카르나타카 주의 콜라 지역 방가르페트 탈루크에 있는 콜라 금광 지역에서는 작은 구덩이를 파서 AD 2세기와 3세기 이전에 처음으로 금을 채굴했다. (하라파와 모헨조다로에서 발견된 황금 물체는 불순물 분석을 통해 콜라르에서 발견되었다. 불순물에는 KGF 광석에서만 발견되는 11% 은 농도가 포함되어 있다.) 콜라르 금광의 챔피언 암초가 채굴되었다. 서기 5세기 굽타 시대에 깊이 50미터(160피트)까지. 서기 9세기와 10세기 촐라 시대에 작업 규모가 커졌다. 금속은 11세기 남인도 왕, 비자야나가라 제국(1336년부터 1560년까지)에 의해 계속해서 채굴되었고 나중에는 티푸(Tipu)에 의해 채굴되었다. 마이소르 주의 왕이자 영국인인 술탄. 현재까지 카르나타카 지역의 총 금 생산량은 1000톤으로 추산된다.
주로 크렘니차 주변의 헝가리 광산(현재 슬로바키아) 채굴은 유럽 중세 시대 최대 규모였다.
19세기에는 1849년 캘리포니아 골드 러시, 빅토리아 시대 골드 러시, 클론다이크 골드 러시와 같이 전 세계 외딴 지역에서 발생한 수많은 골드 러시로 인해 광부들의 대규모 이주가 발생했다. 위트워터스랜드(Witwatersrand)에서 금이 발견되면서 제2차 보어 전쟁이 일어났고 궁극적으로 남아프리카 공화국이 건국되었다. 그 직후 인근 프리스테이트 지방의 금 함유 암초가 발견되어 프리스테이트 금광지 설립과 함께 이 지역의 상당한 발전을 주도했다.
미국 네바다주의 칼린 추세(Carlin Trend)는 1961년에 발견되었다. 공식적인 추정에 따르면 문명이 시작된 이래 세계 총 금 생산량은 약 6,352,216,000트로이 온스(197,576.0t)였으며 네바다의 총 금 생산량은 그 중 1.1%이다.
2020년 기준으로 세계 최대 금 생산국은 중국으로, 그 해에 368.3톤의 금이 채굴되었다. 두 번째로 큰 금 생산국은 러시아로 같은 해 331.1톤을 채굴했고, 호주가 327.8톤을 채굴했다.

## 종류

### 사광채광법
사광채광(砂鑛採鑛, placer mining)은 사광(砂鑛, Placer deposit)을 채굴하는 광업이다. 금의 사광을 사금이라고 한다.
사금을 채취하는 방법은 전통적인 체에 치기, 준설하기 등의 방법이 있다.

### 지하채광법
지하에 존재하는 단단한 바위를 채굴하는 방법이다. 석영 광맥에 있는 금을 채취하기도 하고, 드물게 금을 가진 퇴적물이 지하에 쌓여 생긴 광산도 있다.

### 부산물
금의 동족원소인 구리 광산 등에서 부산물로 나오기도 한다.

## 금의 분리 및 추출
사이안화물을 이용한 방법이 쓰인다. 과거에는 수은 아말감을 만들어서 분리하는 방법도 사용되었다.

## 유형
지하 광산의 금은 광맥에 붙어서 나오는 경우가 대부분이나, 금덩이(gold nugget)형태로 나오기도 한다.

## 같이 보기
- 은광